# Bissone (Santa Cristina e Bissone)
Bissone è una frazione del comune di Santa Cristina e Bissone (PV).

## Storia
Già piccolo comune della Campagna Sottana, era feudo dal 1450 dei Borromeo, poi dei Visconti Borromeo e dal 1751 dei Litta Borromeo Arese.
Nel 1841 il comune fu unito a quello di Santa Cristina; nel 1863 il nuovo ente prese il nome di Santa Cristina e Bissone.